# Powierzchnia ogrzewalna kotła
Powierzchnia ogrzewalna kotła (odparowująca) – parametr kotła parowozu. 
Obliczana jest w różny sposób: w Polsce i części innych krajów jako powierzchnia paleniska, rur ogniowych (płomieniówek i płomienic) i rur cyrkulacyjnych po stronie spalin. W Austrii, USA i Wielkiej Brytanii obliczana jest jako powierzchnia tych elementów po stronie wody  w kotle. W przypadku większych kotłów, różnica między oboma sposobami może sięgać 30 m² na korzyść sposobu obliczania po stronie wody.